# آدم هيس
آدم هيس (بالألمانية: Adam Hess)‏ مواليد 4 أبريل 1981 في وارين، هو لاعب كرة سلة أمريكي. بدأ مسيرته الاحترافية في سنة 2004. يبلغ طوله 6 قدم 7 بوصة (2.0 م).

## المسيرة الاحترافية
لعب مع نيمبورك من سنة 2004 إلى 2006، ثم لعب مع أرتلاند دراغونز في الدوري الألماني في موسم 2006–2007، ثم لعب مع فينيكس هاغن في موسم 2012–2013، ثم لعب مع راتيوفارم أولم في الدوري الألماني من سنة 2013 إلى 2015، ثم لعب مع فينيكس هاغن في موسم 2015–2016.

## روابط خارجية
- آدم هيس على موقع كرة السلة الأوروبية.كوم (الإنجليزية)
- آدم هيس على موقع كلية كرة السلة في سبورتس رفرنس.كوم (الإنجليزية)
- آدم هيس على موقع ريلجم (الإنجليزية)
- آدم هيس على موقع بروبوليرز (الإنجليزية)
- آدم هيس على موقع سبورتس رفرنس (الإنجليزية)